# Barry Cowen

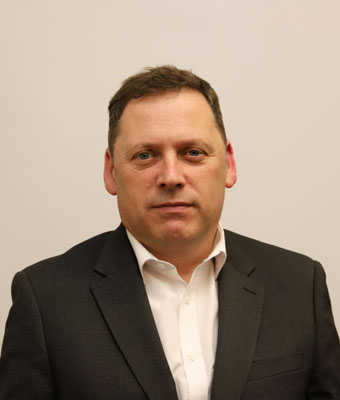
Barry Cowen (2020)

Barry Cowen (* 28. August 1967 in Clara, County Offaly) ist ein irischer Politiker der Fianna Fáil, der von 2011 bis 2024 Mitglied (Teachta Dála) des Dáil Éireann, des Unterhauses des Parlaments (Oireachtas), war. Seit 2024 ist er Mitglied des Europaparlaments.

## Leben
Barry Cowen war seit 1991 Mitglied im Offaly County Council. Bei den Wahlen vom 25. Februar 2011 kandidierte Cowen an Stelle seines Bruders Brian Cowen, ehemaliger Taoiseach, im Wahlkreis Laois-Offaly und wurde gewählt. Bei den Wahlen vom 26. Februar 2016 und den Wahlen am 8. Februar 2020 wurde er erneut im Wahlkreis Offaly gewählt.
Am 27. Juni 2020 wurde Barry Cowen als Landwirtschaftsminister (Minister for Agriculture, Food and the Marine) in die Regierung Martin I berufen. Den Posten musste er trotz seines Widerstands bereits am 14. Juli 2020 wieder abgeben, nachdem bekanntgeworden war, dass Cowen mehrfach alkoholisiert ein Fahrzeug geführt hatte, seinen Führerschein abgeben musste und sich einer Kontrolle entziehen wollte.
Im November 2023 gab er bekannt, bei der Europawahl 2024 kandidieren zu wollen. Nachdem er bei dieser ein Mandat erreichte, ist er in der 10. Legislaturperiode (2024–2029) Mitglied im Ausschuss für Landwirtschaft und ländliche Entwicklung sowie stellvertretendes Mitglied im Ausschuss für internationalen Handel.
Aus seiner 1995 geschlossenen Ehe gingen vier Kinder hervor.